# Effy Vayena

Effy Vayena (2018)

Effy Vayena (eigentlich Eftychia; * 1972 in Lefkada, Griechenland) ist eine griechisch-schweizerische Bioethikerin, die als Professorin am Institut für Translationale Medizin der ETH Zürich tätig ist. Sie erforscht die ethischen, rechtlichen und gesellschaftlichen Auswirkungen personalisierter Medizin, von Digital Health und Big Data innerhalb von Gesundheitsforschung und klinischer Praxis sowie andere medizinethische Fragestellungen.

## Werdegang
Vayena wuchs auf der westgriechischen Insel Lefkada auf. Sie absolvierte ein Bachelor-Studium in Klassischen Sprachen und Geschichte, fand aber gegen Ende des Studiums ihren Interessensschwerpunkt in Wissenschaftsgeschichte. Für ihr Masterstudium in Wissenschaftsphilosophie und -geschichte wechselte sie deshalb ans University College der Universität London, wo sie ihre Abschlussarbeit über In-vitro-Fertilisation und andere reproduktionsmedizinische Methoden schrieb.
Nach ihrem Masterabschluss wechselte sie an die University of Minnesota, wo sie – ergänzt durch ein Jahr in Harvard – 1999 mit einer Arbeit über medizinische Sozialgeschichte promovierte. Für die Weltgesundheitsorganisation leitete sie von 2000 bis 2007 als Technical Officer ein Team im Bereich Reproduktionsmedizin und Wissenschaftsethik. Um wieder eigene Forschungsprojekte verwirklichen zu können und aus familiären Gründen wechselte Vayena danach als wissenschaftliche Mitarbeiterin mit mehreren Kurzzeitverträgen an die Universität Zürich (UZH), wo sie in den Folgejahren am Institut für Biomedizinische Ethik zu den Themen Bioethik und Recht arbeitete. Ihre Habilitationsschrift verfasste sie 2014 über ethische Herausforderungen und Kontroversen von Personal genomics, also individuellen Genanalysen.
Um die gesellschaftlichen Auswirkungen personalisierter Medizin zu erforschen, erhielt sie 2015 eine Assistenz- bzw. Förderprofessur des Schweizerischen Nationalfonds, mit der sie das Institut für Epidemiologie, Biostatistik und Prävention der UZH leitete. Zwischen 2016 und 2018 war sie außerdem Gastprofessorin in Harvard. 2017 erhielt sie einen Ruf als Professorin am Health Ethics and Policy Lab am Institut für Translationale Medizin der ETH, wo sie seitdem forscht und lehrt.
Effy Vayena ist Mutter von zwei Töchtern.

## Publikationen (Auswahl)
- Personal genomics in the clinic and beyond: ethical challenges and controversies. Zürich 2014 (englisch, Habilitationsschrift).
- mit Alessandro Blasimme: Biomedical Big Data: New Models of Control Over Access, Use and Governance. In: Journal of Bioethical Inquiry. Band 14, Nr. 4. Springer Netherlands, Dezember 2017, ISSN 1872-4353, S. 501–513, doi:10.1007/s11673-017-9809-6 (englisch).
- mit Tobias Häusermann, Bastian Greshake, Alessandro Blasimme, Darja Irdam, Martin Richards: Open sharing of genomic data: who does it and why? In: PLOS ONE. Band 12, Nr. 5. Frankfurt am Main 2017, S. e0177158, doi:10.1371/journal.pone.0177158, urn:nbn:de:hebis:30:3-432488 (englisch).

Herausgeberschaft
- mit Isabel Klusmann (Hrsg.): Personalisierte Medizin: Hoffnung oder leeres Versprechen? vdf, Hochschulverlag AG, Zürich 2016, ISBN 978-3-7281-3576-6.